# Gundadalur
Het Gundadalur is een multifunctioneel stadion in Tórshavn, een stad op de Faeröereilanden. 

## Informatie
Het stadion wordt vooral gebruikt voor voetbalwedstrijden, de voetbalclubs HB Tórshavn, B36 Tórshavn en Undrið FF maken gebruik van dit stadion. Tot 2017 maakte ook Giza Hoyvík gebruik ervan. In het stadion is plaats voor 5.000 toeschouwers. Het stadion werd geopend in 1909 en gerenoveerd in 2009.

## Afbeeldingen

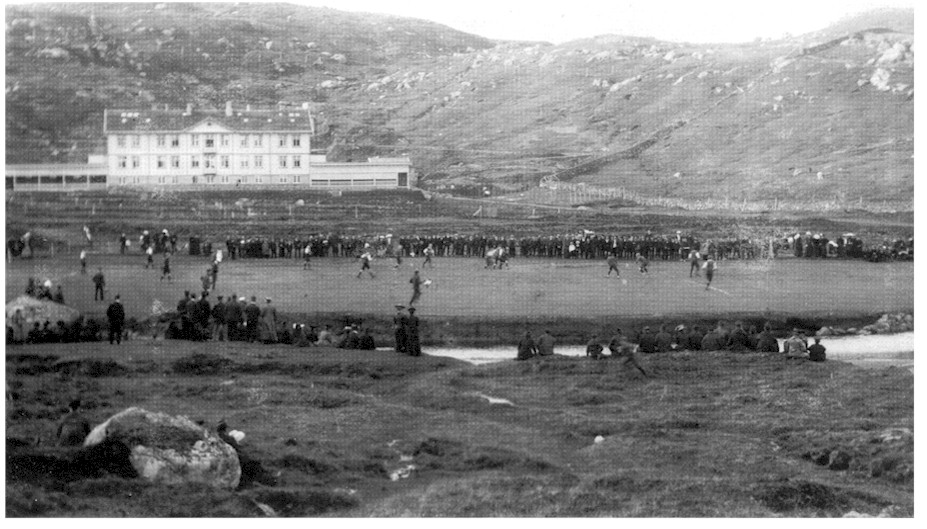
Foto van een voetbalwedstrijd op 18 juli 1909. Op de foto is een wedstrijd te zien tussen HB Tórshavn en TB Tvøroyri.

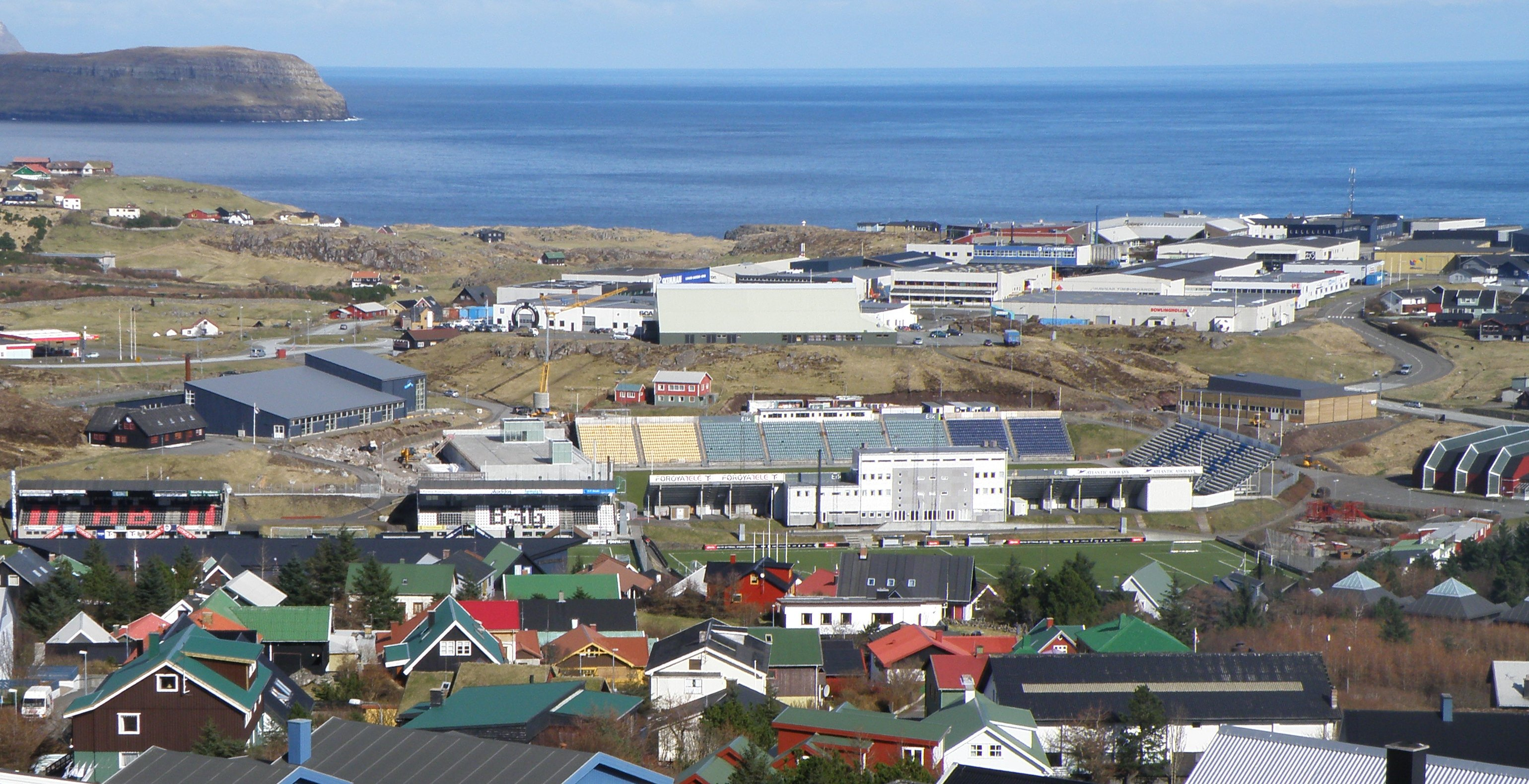
Foto van het stadion, gemaakt in 2010.